# Parsberg
Parsberg ist die viertgrößte Stadt im Oberpfälzer Landkreis Neumarkt in der Oberpfalz.

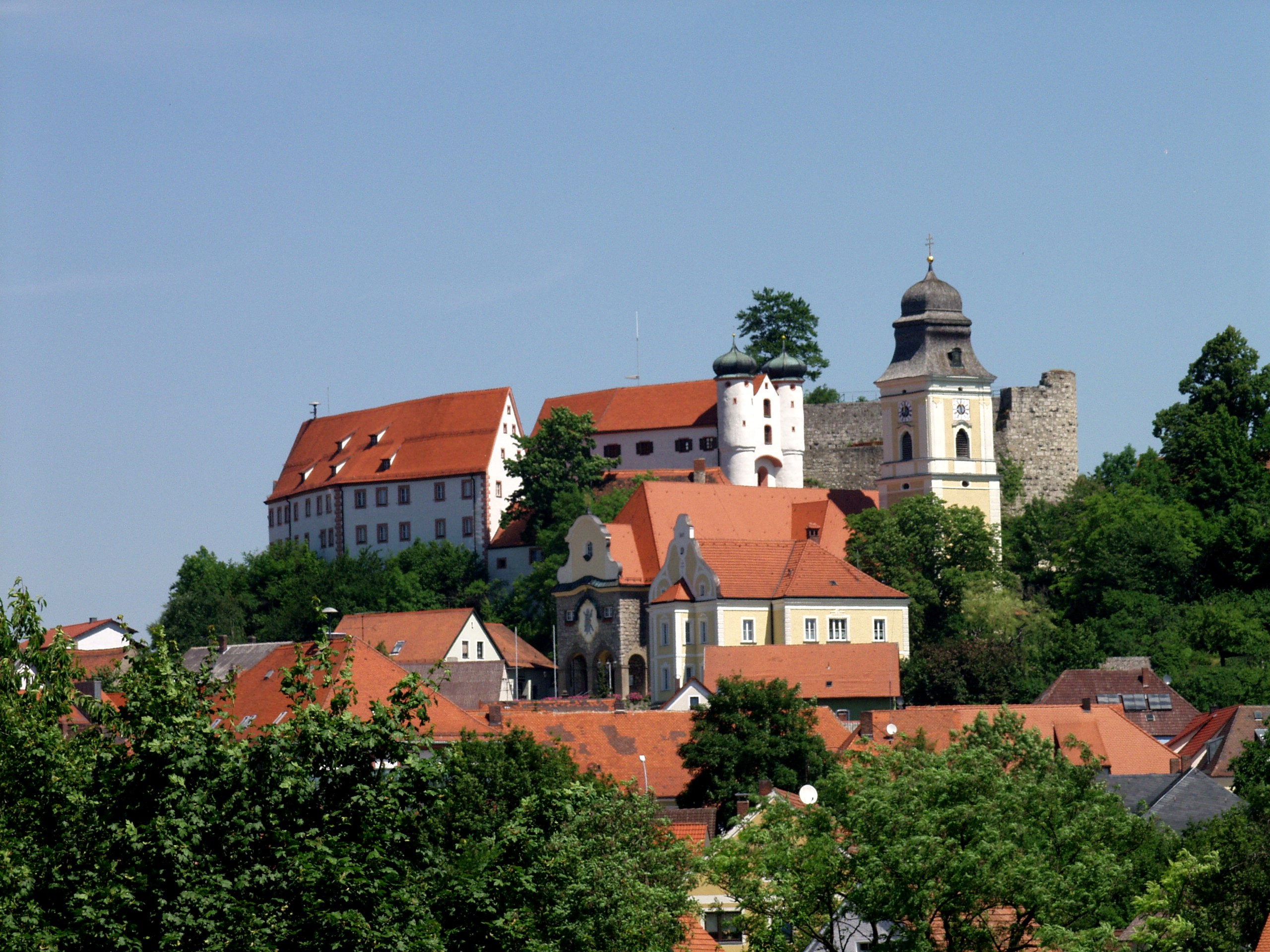
Burg Parsberg und Kirche St. Andreas (2005)

## Geografie

### Geografische Lage
Die Stadt Parsberg befindet sich zwischen den Städten Regensburg und Neumarkt am Tal der Schwarzen Laber. Die Topografie der Stadt weist große Höhenunterschiede auf, und der bewegte Landschaftsraum wird als Kuppenalb bezeichnet.

### Geologie
Der Weiße Jura (Malm) ist die bestimmende geologische Gruppe in Parsberg. Formationen von Mergel-, Kalk- und Dolomitstein prägen das vielfältig gegliederte Hügelland. Das Tal der Schwarzen Laber hat sich tief in die Gesteine des Weißen Juras eingeschnitten. Riffelartige Kalke, die als weiße und schroffe Jurafelsen in Erscheinung treten, sind Ergebnis der stattgefundenen Verkarstung.
Eine kleine Besonderheit ist das Auftreten von Dolinen in den Wäldern von Parsberg. Diese trichterförmigen Geländeformen haben sich aus Erdfällen, infolge von Korrosion oder Auswaschen sowie Nachsacken von Deckschichten in unterirdische Hohlräume entwickelt.

### Klima
Parsberg liegt mit seinem humiden Klima in der kühl-gemäßigten Klimazone. Die Stadt befindet sich im Übergangsbereich zwischen dem feuchten atlantischen und dem trockenen Kontinentalklima. Nach der Klimaklassifikation von Köppen-Geiger zählt Parsberg zum gemäßigten Ozeanklima (Cfb-Klima). Dabei bleibt die mittlere Lufttemperatur des wärmsten Monats unter 22 °C und die des kältesten Monats über −3 °C.
Die Niederschlagsmenge beträgt im durchschnittlichen Jahresmittel 740 mm, wobei ein Übergewicht im Sommer zu verzeichnen ist. Der Juni ist mit 89 mm der niederschlagreichste Monat. Der niederschlagsärmste Monat stellt der Februar mit 43 mm dar. Über das gesamte Jahr ergibt sich eine mittlere Temperatur von 7,5 °C. Der Juli ist mit durchschnittlich 16,8 °C, aus klimatologischer Sicht, der wärmste Monat im Jahresverlauf. Im Januar sind die niedrigsten Temperaturen mit durchschnittlich −2,4 °C zu verzeichnen.
|                        | Jan  | Feb  | Mär  | Apr  | Mai  | Jun  | Jul  | Aug  | Sep  | Okt  | Nov | Dez  |   |      |
| Mittl. Temperatur (°C) | −2,4 | −1,1 | 2,9  | 7,3  | 11,9 | 15,2 | 16,8 | 16,2 | 13,1 | 7,9  | 2,6 | −0,9 | ⌀ | 7,5  |
| Mittl. Tagesmax. (°C)  | 0,2  | 2,1  | 7,0  | 12,3 | 17,2 | 20,5 | 22,2 | 21,5 | 18,1 | 12,1 | 5,2 | 1,5  | ⌀ | 11,7 |
| Mittl. Tagesmin. (°C)  | −5,0 | −4,2 | −1,2 | 2,3  | 6,6  | 9,9  | 11,5 | 11,0 | 8,1  | 3,8  | 0,0 | −3,2 | ⌀ | 3,3  |
|                        |      |      |      |      |      |      |      |      |      |      |     |      |   |      |
| Niederschlag (mm)      | 52   | 43   | 49   | 49   | 71   | 89   | 87   | 82   | 59   | 50   | 52  | 57   | Σ | 740  |

| −5,0 |

| −4,2 |

| −1,2 |

| 2,3 |

| 6,6 |

| 9,9 |

| 11,5 |

| 11,0 |

| 8,1 |

| 3,8 |

| 0,0 |

| −3,2 |

| −5,0 |

| −4,2 |

| −1,2 |

| 2,3 |

| 6,6 |

| 9,9 |

| 11,5 |

| 11,0 |

| 8,1 |

| 3,8 |

| 0,0 |

| −3,2 |

| N i e d e r s c h l a g | 52  | 43  | 49  | 49  | 71  | 89  | 87  | 82  | 59  | 50  | 52  | 57  |
|                         | Jan | Feb | Mär | Apr | Mai | Jun | Jul | Aug | Sep | Okt | Nov | Dez |

### Gewässer
Das Stadtgebiet wird von der mäandrierenden Schwarzen Laber in Ost-West-Richtung durchflossen. Der naturnahe Flusslauf ist als repräsentativer Talzug des Fränkischen Juras ausgebildet und teilt das Stadtgebiet in einen nördlichen und südlichen Teil. Der Frauenbach stellt ein linkes Nebengewässer und der Kerschhofener Bach ein rechtes Nebengewässer der Schwarzen Laber in Parsberg dar.

### Gemeindegliederung
Parsberg hat 34 Gemeindeteile (in Klammern ist der Siedlungstyp angegeben):
- Badelhütte (Einöde)
- Bienmühle (Weiler)
- Bogenmühle (Einöde)
- Breitenthal (Kirchdorf)
- Christlmühle (Einöde)
- Darshofen (Pfarrdorf)
- Eglwang (Dorf)
- Eichensee (Weiler)
- Geigerhaid (Einöde)
- Hackenhofen (Kirchdorf)
- Haid (Weiler)
- Hammermühle (Weiler)
- Herrnried (Kirchdorf)
- Holzheim (Dorf)
- Hörmannsdorf (Pfarrdorf)
- Katzenfels (Einöde)
- Kellerhof (Einöde)
- Kerschhofen (Kirchdorf)
- Klapfenberg (Kirchdorf)
- Kripfling (Einöde)
- Kühnhausen (Dorf)
- Lohhof (Dorf)
- Mannsdorf (Dorf)
- Neuhaid (Weiler)
- Oedenthurn (Einöde)
- Parsberg (Hauptort)
- Polstermühle (Einöde)
- Rosenthal (Weiler)
- Rudenshofen (Kirchdorf)
- Rudolfshöhe (Dorf)
- Steinmühle (Einöde)
- Weiherstetten (Einöde)
- Willenhofen (Kirchdorf)
- Wolfsquiga (Einöde)

### Nachbargemeinden
Nachbargemeinden sind (im Norden beginnend im Uhrzeigersinn):
Velburg, Hohenfels, Lupburg, Beratzhausen, Hemau, Breitenbrunn und Seubersdorf in der Oberpfalz.

## Geschichte
Erstmals wurde Parsberg im Jahr 1205 urkundlich als „Castrum Bartesperch“ erwähnt. Bezüge zu erwähnten Parsbergern aus dem Jahre 933 im „Rüxner’schen Thuernierbuch“ von 1530 sind sicher falsch. Vermutlich 1315 kommt es zur Schleifung der ersten Parsberger Burg nach kurzer Belagerung durch Herzog Ludwig von Bayern. Es folgte ein Wiederaufbau mit deutlicher Erweiterung der Burganlage um 1450. 1571 werden fast alle Häuser der Ortschaft Parsberg mit Ausnahme der Burg und der Kirche durch eine Brandkatastrophe vernichtet. Eine Zerstörung der Burganlage durch die Schweden 1632/33 im Dreißigjährigen Krieg ist eher unwahrscheinlich. Für einen Wiederaufbau zum Istzustand (seit 1600) hätten die Parsberger Ritter nach 1648 nicht mehr die nötigen Mittel besessen. Der letzte aus dem bayerischen Geschlecht der Herren von Parsberg, Johann Wolfgang Freiherrn von und zu Parsberg, stirbt am 7. Mai 1730. Nachfahren gibt es in Dänemark (Pasbjerg, Parsberg), den USA und Belgien (de Partz de Courtray). Die Zahl der Nachfahren in weiblichen Linien ist riesig. Die Herrschaft Parsberg geht 1730 an die Grafen von Schönborn über. 1792 kauft Kurfürst Karl Theodor die weiterhin reichsunmittelbare Herrschaft, bis sie bei der Mediatisierung 1803 dem Kurfürstentum Bayern einverleibt wird.
1841 brannte der Markt erneut zu einem großen Teil ab. Im alten Zentrum innerhalb der Marktmauern brannten 62 Häuser, darunter alle Bäcker-, Wirts- und Metzgerhäuser nieder. 40 Wohnhäuser, außerhalb der Stadtmauern gelegen, blieben verschont. Mit dem Bahnbau 1872 beginnt ein wirtschaftlicher Aufschwung des Marktes Parsberg. Die Zusammenlegung der Bezirksämter Velburg und Hemau in das Bezirksamt Parsberg erfolgt zum 1. Oktober 1879. Die Verlegung des Bezirksamtssitzes von Velburg nach Parsberg erfolgt nach Fertigstellung des Amtsgebäudes im Jahre 1880. Im Jahr 1952 erhält der Markt Parsberg die Bezeichnung Stadt.

### Eingemeindungen
Im Zuge der Gebietsreform in Bayern wurde am 1. Januar 1971 die Gemeinde Rudenshofen eingegliedert. Am 1. Juli 1971 kam Darshofen hinzu. Herrnried und Willenhofen sowie Teile der aufgelösten Gemeinden Ronsolden und See kamen am 1. Januar 1972 hinzu. Hörmannsdorf und Teile der aufgelösten Gemeinde Degerndorf folgten am 1. Mai 1978.

### Verwaltungsgemeinschaft
Vom 1. Mai 1978 bis 31. Dezember 2001 bildete die Stadt Parsberg zusammen mit der Marktgemeinde Lupburg die Verwaltungsgemeinschaft. Seit 2002 verwalten sich beide Kommunen wieder selbst.

### Einwohnerentwicklung

#### 1840 bis 1987
Mit Beginn der Industrialisierung verstärkte sich das Bevölkerungswachstum in Parsberg. Lebten 1840 noch 2135 Menschen im Gemeindegebiet (Stadt und Umland), wuchs die Bevölkerung 1987 auf 5619 Einwohner.
| Jahr          | 1840 | 1871 | 1900 | 1925 | 1939 | 1950 | 1961 | 1970 | 1987 |
| Einwohnerzahl | 2135 | 3154 | 2935 | 3166 | 3396 | 4525 | 4678 | 5369 | 5619 |

Quelle: Bayerisches Landesamt für Statistik

#### Ab 2005
Ab 2005 stagnierten die Einwohnerzahlen. Erst ab 2012 ist ein moderates Bevölkerungswachstum zu konstatieren.
| Jahr          | 2005 | 2006 | 2007 | 2008 | 2009 | 2010 | 2011 | 2012 | 2013 | 2014 | 2015 | 2016 | 2017 | 2018 |
| Einwohnerzahl | 6526 | 6472 | 6521 | 6561 | 6601 | 6583 | 6569 | 6593 | 6630 | 6731 | 6771 | 6955 | 7046 | 7200 |

Quelle: Bayerisches Landesamt für Statistik
Zwischen 1988 und 2018 wuchs die Stadt von 5701 auf 7213 um 1512 Einwohner bzw. um 26,5 %.

## Politik

### Stadtrat
| Partei / Gruppierung          | 2020    | 2014    |
| CSU                           | 6 Sitze | 7 Sitze |
| SPD                           | 3 Sitze | 4 Sitze |
| Parsberger Wählergemeinschaft | 5 Sitze | 4 Sitze |
| Freie Wähler Land             | 2 Sitze | 2 Sitze |
| Junge Bürger                  | 2 Sitze | 2 Sitze |
| Grüne                         | 2 Sitze | 1 Sitz0 |

| Sitzverteilung ab 2020 im Stadtrat ParsbergInsgesamt 20 Sitze - SPD: 3 - Grüne: 2 - JB: 2 - PWG: 5 - FWL: 2 - CSU: 6 |

### Bürgermeister
Seit 2002 ist Josef Bauer (CSU) Erster Bürgermeister. Bei der Kommunalwahl 2020 wurde er mit 50,3 Prozent der gültigen Stimmen im Amt bestätigt. Seine Mitbewerber erhielten 24,5 %, 17,7 und 7,5 % der Stimmen.

### Haushalt
Das Gesamtvolumen des Haushalts der Stadt beträgt im Jahr 2015 rund 24,3 Millionen Euro, der Schuldenstand betrug zum 31. Dezember 2014 1,562 Millionen Euro. Die Einnahmen aus der Gewerbesteuer betrugen im Jahr 2014 circa 2,6 Millionen Euro, die Höhe der Einkommenssteuerbeteiligung wies in der Jahresrechnung 2014 den Betrag von 2,925 Millionen Euro auf.

### Wappen
| Wappen von Parsberg | Blasonierung: „Geteilt; oben rot, unten gespalten von Schwarz und Silber.“ |
| Wappen von Parsberg | Wappenbegründung: Das Wappen gleicht dem Schild und Familienwappen des alten bayerischen Adelsgeschlechts der Parsberger. Das Recht auf ein eigenes Ortswappen wurde Markt Parsberg durch den Königlichen Erlass von König Maximilian I. Joseph am 23. Juni 1813 verliehen. Zeitweise wurde als Feldfarbe für die obere Schildhälfte des Wappens Blau verwendet, um die bayerische Zugehörigkeit zu dokumentieren. Im Jahre 1950 wurde das Wappen wieder entsprechend dem Schild des alten Reichsministerialengeschlechts der Parsberger geändert. |

### Städtepartnerschaften
Vic-le-Comte, Auvergne-Rhône-Alpes (Frankreich), seit 1987

## Kultur und Sehenswürdigkeiten

### Museen
- Das Parsberger Burgmuseum umfasst volks- und heimatkundliche Sammlungen. Es ging aus dem Erwerb und der Zusammenführung der Sammlungen zweier verstorbener Lehrer und Sammler (Hauptlehrer Spörer aus Hohenburg und Oberlehrer Singer aus Parsberg) hervor. 2007 wurde das Museum um eine umfangreiche zeitgeschichtliche Abteilung erweitert, die die Zeit zwischen der Ära Bismarck und dem Ende des Zweiten Weltkrieges darstellt und dabei sowohl regionale als auch überregionale Aspekte aufzeigt.

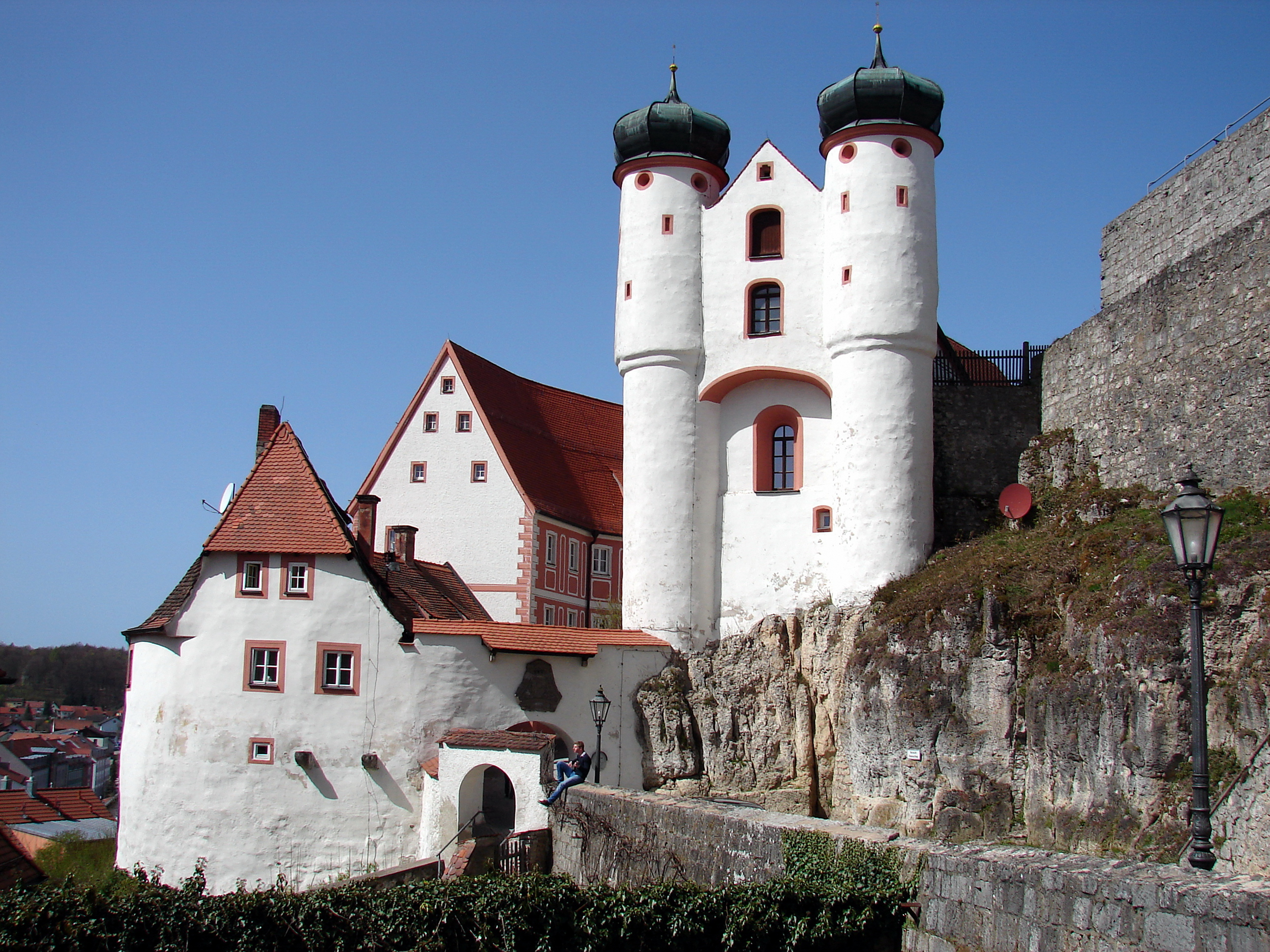
Burg Parsberg über der Stadt
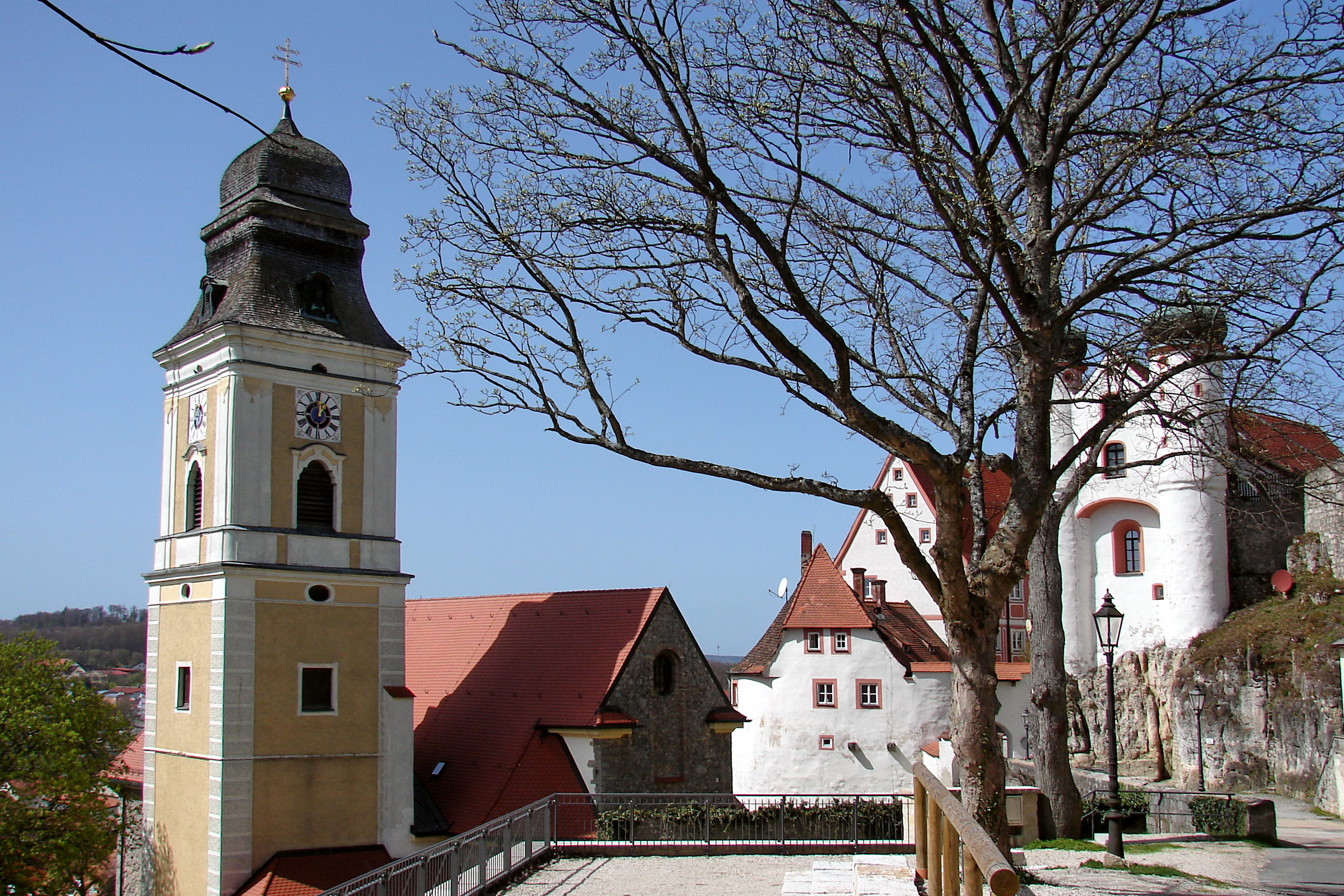
St. Andreas und Burg Parsberg
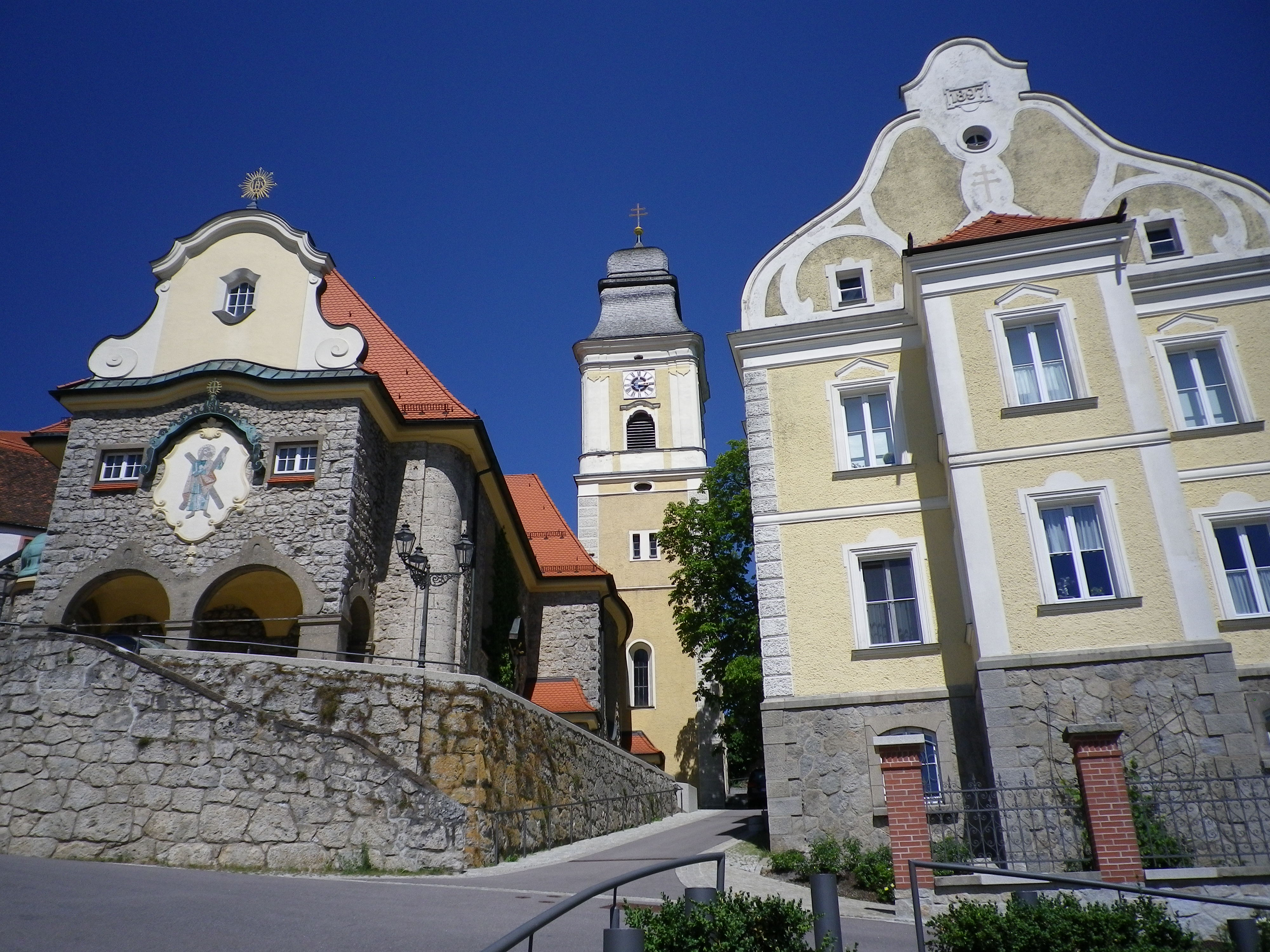
Kirche Sankt Andreas und katholisches Pfarrhaus

### Bauwerke
- Die Burg Parsberg auf dem „Burgberg“ war mindestens von 1224 bis zu dessen Erlöschen im Jahr 1730 Sitz des Parsberger Adelsgeschlechts, danach Sitz der Schönbornschen und der kurfürstlichen Pfleger, von 1803 bis 1865 Sitz des kgl. Landgerichts alter Art und von 1879 bis 1973 Sitz des Amtsgerichts im damaligen Bezirksamt/Landkreis Parsberg.

### Schutzgebiete
In Parsberg sind 311 Hektar als Landschaftsschutzgebiet Parsberg ausgewiesen.
Zudem befinden sich Teilflächen des 1159 Hektar großen Natura-2000-Gebietes Schwarze Laaber (FFH-Gebiet) im Stadtgebiet.

### Kulturlandschaft
Die Kuppenalb um Parsberg und Velburg stellt aufgrund der deutlich erkennbaren landschaftlichen Eigenart eine bayernweit bedeutsame Kulturlandschaft dar.
Die Juralandschaft, einschließlich der Tallandschaft der Schwarzen Laber mit den größtenteils offenen, grünlandgenutzten Auen und den teilweise großflächigen Mager- und Trockenrasen in den Hanglagen weist eine hohe kulturlandschaftliche Wertigkeit auf. Die historischen Siedlungsstrukturen, die von Weilern und kleinen Haufendörfern geprägt sind, verleihen dem Raum ein besonderes Gepräge.
Historische Kulturlandschaftselemente im Stadtgebiet sind des Weiteren:
- Burg Parsberg,
- Reste eines bronzezeitlicher Befestigungswalls auf dem Buchenberg,
- landschaftsbildwirksame Sakralbauten wie die Pfarrkirche St. Andreas in Parsberg und die Pfarrkirche St. Mauritius in Willenhofen sowie
- historische Bausubstanz mit Steildachkonstruktionen (in Anlehnung an die mittelfränkische Fachwerkbauweise).[21]

### Sport
- Wellen-Freibad Jura-Mare
- Hallenbad
- sechs Turnhallen[22]

## Wirtschaft und Infrastruktur

### Verkehr
Parsberg liegt an der Bundesautobahn 3 Nürnberg–Regensburg (Ausfahrt Nr. 94), in unmittelbarer Nähe der ehemaligen Bundesstraße 8 Neumarkt–Regensburg.
An der Eisenbahnhauptstrecke Nürnberg–Regensburg ist Parsberg RE-Station. Eine Erweiterung der Nürnberger S-Bahn von Neumarkt nach Parsberg wird aufgrund der fraglichen Wirtschaftlichkeit vorerst nicht aktiv verfolgt.

### Fachkliniken
Parsberg war durch ein dort ansässiges Fachkrankenhaus für Tuberkulosebehandlung mit ausbruchsicherer Isolierstation überregional bekannt und einzigartig für die Bundesrepublik Deutschland. Im Jahr 2022 wurde diese Einrichtung geschlossen und nach Ebensfeld in Oberfranken verlegt.
Weiterhin befindet sich in Parsberg eine Klinik für Forensische Psychiatrie und Psychotherapie und eine Fachklinik für Junge Drogenabhängige.

### Bildung
- Grund- und Mittelschule
- Edith-Stein Realschule
- Gymnasium Parsberg
- Sonderpädagogisches Förderzentrum

## Persönlichkeiten

### Söhne und Töchter der Stadt
- zu bedeutenden Parsbergern vor 1730 siehe Artikel Parsberg (Adelsgeschlecht)
- Johann Baptist Bauer (1797–1867), Dr. jur., württembergischer Verwaltungsaktuar, Stadtschultheiß, Gerichtsnotar und Landtagsabgeordneter
- Johann Baptist Hierl (1856–1936), Weihbischof in Regensburg
- Konstantin Hierl (1875–1955), Reichsarbeitsführer des NS-Reichsarbeitsdienstes
- Maximilian Siry (1891–1967), Generalleutnant im Zweiten Weltkrieg
- Sigmund Spitzner senior (1891–1962), Maler und Kunsterzieher
- Hans Zitzelsberger (1906–2006), Priester, Lehrer, Hochschullehrer und Heimatforscher
- Alfred Spitzner (1921–1992), Politiker (CSU), Bezirkstagspräsident der Oberpfalz
- Josef Eibl (1936–2018), Bauingenieur
- Ludwig Stiegler (* 1944), Politiker (SPD)
- Wolfgang M. Heckl (* 1958), Generaldirektor des Deutschen Museums in München
- Albert Füracker (* 1968), Bayerischer Finanz- und Heimatminister[27]
- Ünsal Arik (* 1980), Boxer
- Jürgen Schmid (* 1982), Fußballspieler und -trainer

### Weitere Persönlichkeiten
- Walter Scheidemandel (1894–1987) – Maler
- Otto Bachmaier (1910–1983) – Maler und Grafiker
- Lorenz Boecale (1832–1880) – königlichen Bezirkstierarzt und Bürgermeister von Parsberg
- Hans von Parsberg (1385–1469), Ritter von Parsberg
- Hans von Parsberg (1350–1398), Ritter von Parsberg